# Voraspis nigerensis
Voraspis nigerensis är en insektsart som först beskrevs av Albert Vayssière 1912.  Voraspis nigerensis ingår i släktet Voraspis och familjen pansarsköldlöss. Inga underarter finns listade i Catalogue of Life.